# Samuel Jefferson Mason
Samuel Jefferson Mason (* 1921 in New York City; † 1974) war ein US-amerikanischer Elektroingenieur. Masons Invariante und Masons Regel sind nach ihm benannt.

## Biographie
Mason wuchs in New Jersey auf. 1942 erhielt er seinen Abschluss als Bachelor of Science von der Rutgers University. Mason wurde Mitglied der Belegschaft der Antennen-Gruppe des Strahlungslabors des MIT, wo er 1947 seinen Masterabschluss und 1952 seinen Doktortitel verliehen bekam. Seine Doktorarbeit handelte von Signalflussdiagrammen, weshalb er oft als deren Erfinder angegeben wird.
Nach dem Zweiten Weltkrieg wurde das Strahlungslabor am MIT in Forschungslabor der Elektronik umbenannt, dessen Leitung Mason 1967 übernahm, nachdem er bereits 1959 zum Vollzeit-Professor ernannt worden war.
Er leistete Beiträge zur Systemtheorie und Regelungstechnik, wo vor allem die nach ihm benannte Mason'sche Regel zur Bestimmung der Gesamtübertragungsfunktion eines Systems Anwendung findet.
Des Weiteren beschäftigte er sich mit automatisierter Texterkennung durch Computersysteme, welche Text für Blinde vorlesen konnten. Er entwickelte zudem verschiedene Geräte, die es mittels Photozellen Blinden ermöglichen, Helligkeitsunterschiede wahrzunehmen.
Mason starb 1974 unerwartet an einer Gehirnblutung.